# الاستفتاءات في إيطاليا

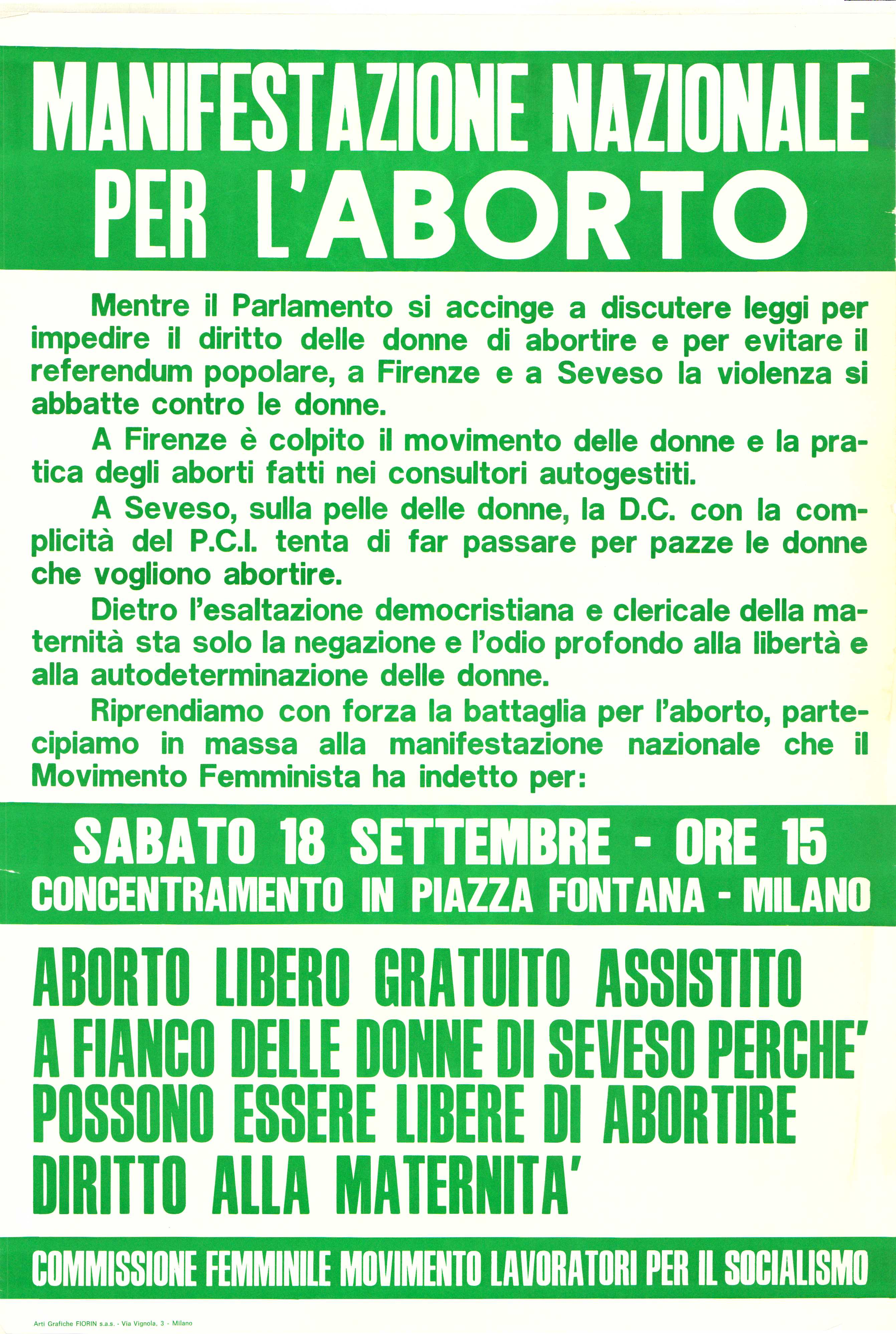
ملصق لمظاهرة وطنية من أجل الحق في الإجهاض وتضامناً مع كارثة سيفيسو نظمتها في ميلانو اللجنة النسائية للحركة العمالية من أجل الاشتراكية

ينص دستور إيطاليا فقط على نوعين من الاستفتاءات الملزمة قانوناً:
- استفتاء تشريعي: و الذي لا يمكن أن يدعى له إلا من أجل اتخاذ قرار حول إلغاء كلي أو جزئي لقانون حالي.[1][2]
- استفتاء دستوري: و الذي يدعى له لاتخاذ قرار حول الموافقة على قانون أو تعديل دستوري.

على الرغم من الحق القانوني في إجراء استفتاء تشريعي قائم منذ تمت الموافقة على الدستور الإيطالي في عام 1947، فإن التشريعات الضرورية التي تفصل الإجراءات البيروقراطية اللازمة لم تتم الموافقة عليها حتى أوائل السبعينات. نتيجة لهذا لم يجر الاستفتاء الشعبي الأول في إيطاليا حتى عام 1974 بعد 27 عاما من الموافقة على الدستور الأول. أجري الاستفتاء الدستوري الأول في عام 2001 بعد 54 سنة من الموافقة على الدستور.